# 土耳其副南鰍
土耳其副南鰍（學名：Paraschistura chrysicristinae），為輻鰭魚綱鯉形目條鰍科副南鰍屬的其中一種。被IUCN列為極危保育類動物，分布於亞洲土耳其淡水流域，體長可達3.6公分，棲息在礫石底質河川底層水域，生活習性不明。

## 扩展阅读
維基物種上的相關：土耳其副南鰍